# Thollet
Thollet település Franciaországban, Vienne megyében. Lakosainak száma 163 fő (2022. január 1.). Thollet Lignac, Brigueil-le-Chantre, Coulonges-les-Hérolles, Liglet és La Trimouille községekkel határos.

## Népesség
A település népessége az elmúlt években az alábbi módon változott:
| Lakosok száma | 162  | 160  | 164  | 156  | 154  | 151  | 155  | 159  | 163  |
|               | 2013 | 2015 | 2016 | 2017 | 2018 | 2019 | 2020 | 2021 | 2022 |